# Catalanotoxotus
Catalanotoxotus is een kevergeslacht uit de familie van de boktorren (Cerambycidae). De wetenschappelijke naam van het geslacht werd voor het eerst geldig gepubliceerd in 2005 door Vives.

## Soorten
Catalanotoxotus omvat de volgende soorten:
- Catalanotoxotus nivosus Vives, 2005
- Catalanotoxotus pauliani (Vives, 2004)